# Elmira Rafizadeh
Elmira Rafizadeh (* 1981 in Teheran, Iran) ist eine deutsche Schauspielerin iranischer Herkunft.

## Herkunft und Ausbildung
Rafizadeh ist während des Iran-Irak Krieges 1986 im Alter von 5 Jahren mit ihrer Mutter (zu der Zeit 24 Jahre alt) nach Deutschland immigriert. Sie wurde hier durch Rollen im multikulturellen Kontext der Begegnung von orientalischer und deutscher Lebensweise einer breiteren Öffentlichkeit bekannt.
Ihr Schauspiel-Diplom absolvierte sie 2006 in Köln an der Schauspielschule Zentrum für Schauspiel, Bewegung und Tanz in Köln. Parallel zu TV-, Film und Theater-Engagements studierte sie an der Hochschule für Musik und Theater Hamburg „Kultur- und Medienmanagement“.

## Karriere
Für die dramatisch-musikalische Inszenierung von Antigone zu den Mendelssohn-Bartholdy-Festtagen im August 2008 war sie zusammen mit Maria Schrader als Ismene und Eurydike in der Kölner Philharmonie und in der Laeiszhalle Hamburg zu sehen. Dirigent und künstlerischer Leiter der Inszenierung war Bernhard Steiner.
Elmira Rafizadeh spielte 2007 bis 2009 im Ensemble des Theaters Koblenz. Dort wirkte sie unter anderem in den Inszenierungen Pünktchen und Anton (Regie: Annette Wolf), Woyzeck (Regie: Werner Tritzschler), Die chinesische Nachtigall (Regie: Annegret Ritzel) und Mutter Courage und ihre Kinder (Regie: Werner Tritzschler) mit. 2011 wurde die Theaterinszenierung Frau Müller muss weg (Theater im Bauturm  Köln) für den Kurt-Hackenberg-Preis für politisches Theater nominiert, in der Elmira Rafizadeh eine der Hauptrollen übernahm.
Am Theater Bonn stand sie 2013 in der Uraufführung Getürkt (von Jörg Menke-Peitzmeyer) auf der Bühne. Das Drama wurde für den deutschen Jugendtheaterpreis nominiert.
Fortlaufend ist Rafizadeh auch in deutschen Film- und TV-Produktionen präsent. U. a. im Berliner Tatort Ätzend unter der Regie von Dror Zahavi, im TV-Film Glückskind zusammen mit Herbert Knaup (Regie: Michael Verhoeven), oder in Ohne Dich (Regie: Florian Baxmeyer). Im ARD-Fernsehfilm Lösegeld spielte Elmira Rafizadeh 2011 unter der Regie von Stephan Wagner eine der Ermittlerinnen zusammen mit Mišel Matičević und Simon Licht. Der Thriller wurde für den Grimme-Preis nominiert. 2014 wurde ihr Film Nilou, der in Teheran und in der Schweiz gedreht wurde, als SRF-Kurzfilm der Woche im Schweizer Fernsehen gezeigt (Regie: Amir Hamz).
Im TV sah man sie im durchgehenden Ensemble-Cast in Serien wie Merz gegen Merz (ZDF/Netflix, 1. Staffel) oder in Die Läusemutter (Sat.1, 2. Staffel).
Der gesellschaftskritische Debütfilm Teheran Tabu von Ali Soozandeh mit Rafizadeh in der Hauptrolle hatte 2017 Premiere bei den Filmfestspielen in Cannes und gewann zahlreiche internationale Preise.
Im Hauptcast der ZDF-Serie Wendehammer ist Elmira 2022 als Ärztin „Samira Torabi“ zu sehen. In der Drama-Komödie spielt sie im Ensemble mit 4 weiteren Frauen eine deutsche Version von Desperate Housewives. Die 2. Staffel wird 2023 auf Sendung gehen.

## Privates
Mit ihrem Mann zog sie berufsbedingt 2 Jahre nach London. Seit der Geburt ihrer Tochter 2015 lebt sie mit ihrer Familie wieder in Köln.

## Filmografie (Auswahl)
- 2008: Ein Fall für zwei – Ehrensache (Fernsehserie) Regie: Michael Kreindl
- 2008: Mord mit Aussicht – Tödliche Nachbarschaft (Fernsehserie) Regie: Christoph Schnee
- 2008: In letzter Sekunde (Fernsehfilm) Regie: Johannes Grieser
- 2008: NN25 (Fernsehfilm) Regie: Andreas Menck
- 2008: 4 Singles (Fernsehserie) Regie: Erik Polls
- 2009: Verhältnisse (Fernsehfilm) Regie: Stefan Kornatz
- 2009: Danni Lowinski (Fernsehserie) Regie: Richard Huber
- 2009: 4 Singles (2. Staffel) (Fernsehserie) Regie: Dirk Narbersberg
- 2010: Nilou (Kino-Kurzfilm)[2] Regie: Amir Hamz
- 2010: The dark corner (Diplomfilm) Regie: Mazlum Kaygalak
- 2011: Der letzte Bulle (Fernsehserie) – Folge: Wer findet, der stirbt
- 2011: Herzflimmern – Die Klinik am See (Fernsehserie) Regie: Christian Singh, Daniel Anderson
- 2011: Jede Menge Ehe (Fernsehfilm) Regie: Sibylle Tafel
- 2011: Forever Old (Fernsehfilm) Regie: Matthias Steurer
- 2012: Plötzlich 70!
- 2012: Lösegeld (Fernsehfilm) Regie: Stephan Wagner
- 2014: Glückskind (Fernsehfilm)
- 2014: Ohne Dich (Fernsehfilm) Regie: Florian Baxmeyer
- 2015: Wilsberg – Bauch, Beine, Po (Fernsehserie)
- 2015: Tatort – Ätzend (Fernsehreihe), Regie: Dror Zahavi
- 2015: Aus der Kurve (Fernsehfilm), Regie:	Stanisław Mucha
- 2016: Notruf Hafenkante – Morgenland (Fernsehserie)
- 2016: Nur eine Handvoll Leben (Fernsehfilm), Regie: Franziska Meletzky
- 2016: Krauses Glück (Fernsehfilm)
- 2017: Teheran Tabu, Regie: Ali Soozandeh
- 2017: Dahoam is Dahoam
- 2018: Verpiss dich, Schneewittchen!
- 2019: Merz gegen Merz (Fernsehserie)
- 2019: Zoros Solo
- 2021: Lena Lorenz: Hinter Gittern (Fernsehreihe)
- 2022–2023: Wendehammer (Fernsehserie, 12 Episoden)
- 2023: SOKO Köln: Make Dünnwald Great Again (Fernsehserie)
- 2023: In aller Freundschaft: Talente (Fernsehserie)
- 2025: Zimmer im Grünen – Herzenswege (Fernsehfilm)

## Theater
- 2006: Leonce und Lena (Georg Büchner) / Rolle: Gouvernante, Regie: Daniel Heck / Spielbrett Köln
- 2006: Der Sturm (Shakespeare) / Rolle: Königin Alonso, Regie: Ian Halcrow / Orangerie Theater Köln
- 2006: Nach dem Regen (Sergi Belbel) / Rolle: Sekretärin, Regie: Arved Birnbaum / Arkadas Theater Köln
- 2007: Woyzeck (Georg Büchner) / Rolle: Margret, Regie: Werner Tritzschler / Stadttheater Koblenz
- 2007: Die chinesische Nachtigall (H. C. Andersen) / Rolle: kleine Köchin, Erzählerin, Regie: Annegret Ritzel / Stadttheater Koblenz
- 2007: Watte (aus dem engl. cotton wool Ali Taylor) / szenische Lesung Rolle: Harriet, Regie: Peter Junkhuhn / Stadttheater Koblenz
- 2008: Antigone (Sophokles) / Rolle: Ismene, Eurydike, Regie: Bernhard Steiner / Philharmonie Köln
- 2008: Lieblingsmenschen – (Laura de Weck) / szenische Lesung / Rolle: Jule, Regie: Peter Junkhuhn / Stadttheater Koblenz
- 2008: Pünktchen und Anton (Erich Kästner) / Rolle: Pünktchen, Regie: Annette Wolf / Stadttheater Koblenz
- 2009: Antigone (Sophokles) / Rolle: Ismene, Eurydike /, Dirigent: Bernhard Steiner / Dialogregie: Gerhard Ahrens / Laeszhalle Hamburg
- 2009: Mutter Courage und ihre Kinder (Brecht) / Rolle: Kattrin, Regie: Werner Tritzschler / Stadttheater Koblenz
- 2010: Aladin und die Wunderlampe / Rolle: Prinzessin Jasmin, Regie: Jochen Bludau, Benjamin Armbruster / Elspe-Festival
- 2011–15 Frau Müller muss weg / Rolle: Leyla aka Marina Jeskow, Regie: Heinz-Simon Keller / Theater im Bauturm Köln
- 2012–13 Getürkt / Rolle: Ceren, Regie: Marita Ragonese / Theater Bonn, Theater Baalnovo